# ドミトリー・チェルニシェンコ

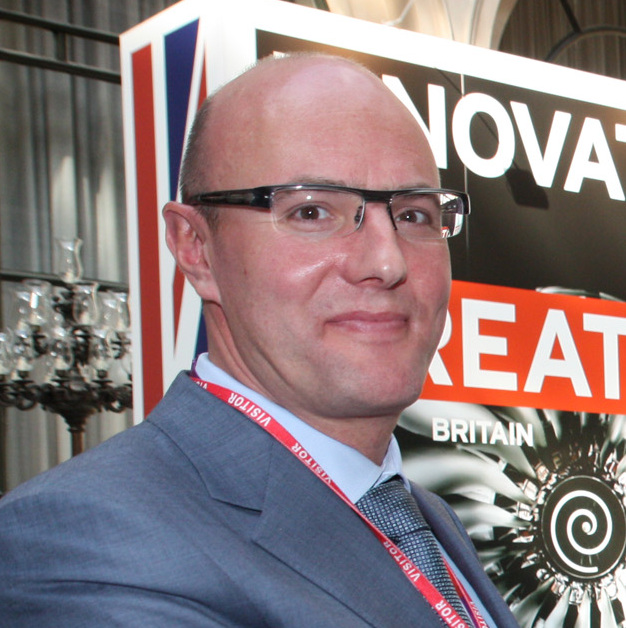
ドミトリー・チェルニシェンコ、2012年8月9日

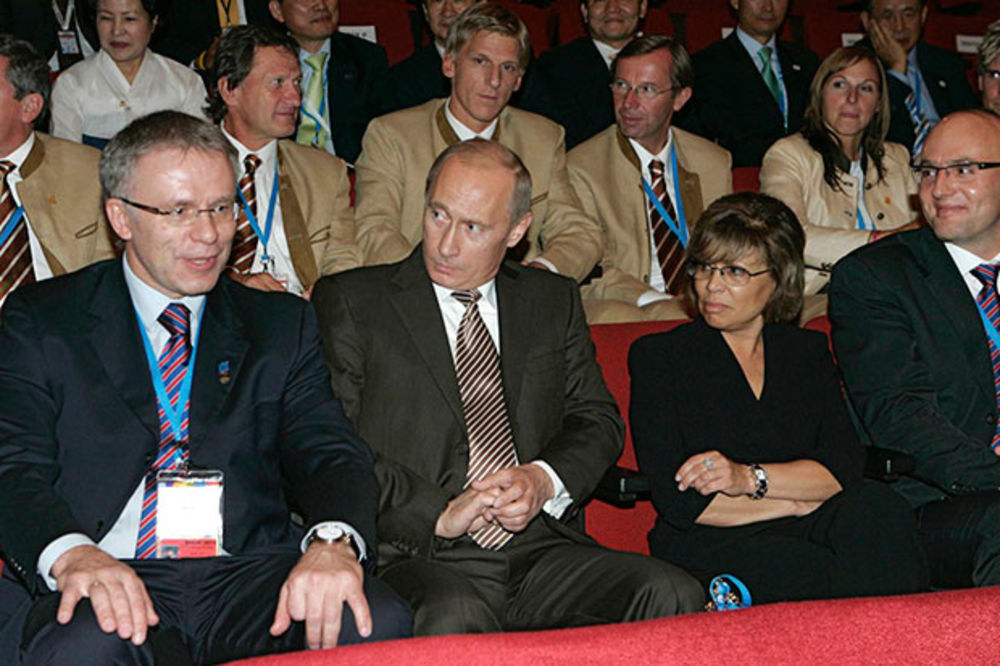
第119次IOC総会開会式に出席するチェルニシェンコ（右端）。左へ、イリーナ・ロドニナ、ウラジーミル・プーチン、ヴィチェスラフ・フェティソフ。2007年7月3日、グアテマラシティ。

ドミトリー・ニコラエビチ・チェルニシェンコ（チェルヌイシェンコ、ロシア語:  Дми́трий Никола́евич Черныше́нко、1968年9月20日 - ）は、ロシア連邦の実業家。ソチオリンピック組織委員会会長。サラトフ州サラトフ生まれ。